# 896 Sphinx
896 Sphinx, asteroid glavnog pojasa. Otkrio ga je Max Wolf, 1. kolovoza 1918.

## Vanjske poveznice
- Minor Planet Center